# Агентство по регулированию ядерной и радиологической деятельности Азербайджана
Агентство по регулированию ядерной и радиологической Деятельности Азербайджана (азерб.  Nüvə və Radioloji Fəaliyyətin Tənzimlənməsi üzrə Dövlət Agentliyi) — орган центральной исполнительной власти Азербайджана, участвующий в обеспечении ядерной и радиационной безопасности населения и территорий.

## Функции
Участвует в разработке государственной политики в сфере регулирования ядерной и радиологической деятельности, обеспечивающий осуществление этой политики и государственный надзор в данной области.
Агентство создано 24 апреля 2008 года.
Основными направлениями деятельности Агентства являются:
- участие в разработке единой государственной политики регулирования ядерной и радиологической деятельности, и обеспечении осуществления этой политики
- установление механизмов регулирования безопасности ядерной и радиологической деятельности
- надзор над осуществлением ядерной и радиологической деятельности и обеспечением радиационной безопасности
- принятие соответствующих мер против выявленных нарушений в данной сфере
- контроль соблюдения норм и правил обеспечения ядерной и радиационной безопасности
- обеспечение радиационной безопасности на предприятиях и организациях, деятельность которых связана с использованием радиоактивных веществ и источников ионизирующего излучения, а также на территориях, где ведется радиационный контроль